# Eilema brevipennis
Eilema brevipennis là một loài bướm đêm thuộc phân họ Arctiinae, họ Erebidae.